# Monroeville (Ohio)
Monroeville è un villaggio degli Stati Uniti d'America, situato nello stato dell'Ohio, nella contea di Huron.